# Aproximação de Born-Huang
A aproximação de Born–Huang (nomeada em honra de Max Born e Huang Kun) é uma aproximação relacionada com a aproximação de Born-Oppenheimer. Tem em conta mais efeitos não-adiabáticos no hamiltoniano electrónico que a aproximação de Born-Oppenheimer.